# Копечелу
Копечелу (рум. Copăcelu) — село у повіті Вилча в Румунії. Адміністративно підпорядковане місту Римніку-Вилча.
Село розташоване на відстані 157 км на північний захід від Бухареста, 6 км на південний захід від Римніку-Вилчі, 91 км на північний схід від Крайови, 120 км на південний захід від Брашова.

## Населення
За даними перепису населення 2002 року у селі проживала 1871 особа.
Національний склад населення села:
| Національність | Кількість осіб | Відсоток |
| -------------- | -------------- | -------- |
| румуни         | 1805           | 96,5%    |
| цигани         | 61             | 3,3%     |

Рідною мовою назвали:
| Мова      | Кількість осіб | Відсоток |
| --------- | -------------- | -------- |
| румунська | 1835           | 98,1%    |
| циганська | 32             | 1,7%     |